# 4968 Suzamur
A 4968 Suzamur (ideiglenes jelöléssel 1986 PQ) a Naprendszer kisbolygóövében található aszteroida. Eleanor F. Helin fedezte fel 1986. augusztus 1-én.